# Silvano Pedroso Montalvo
Silvano Pedroso Montalvo (* 25. April 1953 in Cárdenas, Kuba) ist ein kubanischer Geistlicher und römisch-katholischer Bischof von Guantánamo-Baracoa.

## Leben
Silvano Pedroso Montalvo empfing am 12. Juni 1995 durch den Erzbischof von Havanna, Jaime Kardinal Ortega, das Sakrament der Priesterweihe für das Erzbistum Santiago de Cuba.
Am 29. März 2018 ernannte ihn Papst Franziskus zum Bischof von Guantánamo-Baracoa. Der Erzbischof von Havanna, Juan García Rodríguez, spendete ihm am 27. Mai desselben Jahres in der Kathedrale San Cristóbal  in Havanna die Bischofsweihe. Mitkonsekratoren waren der Erzbischof von Santiago de Cuba, Dionisio García Ibáñez, und Alfredo Petit Vergel, emeritierter Weihbischof in Havanna. Die Amtseinführung im Bistum Guantánamo-Baracoa fand am 9. Juni 2018 statt.